# Битва у Марбельи
Битва у Марбельи (англ. Battle of Marbella), также известная как битва у мыса Кабрита, — морское сражение в ходе Войны за испанское наследство, произошедшее 21 марта 1705 года возле испанского города Марбельи между объединенным англо-португало-голландским флотом и флотом Бурбонов. Победа союзников привела к снятию франко-испанской осады Гибралтара.

## Предыстория
Союзники завоевали Гибралтар 1 августа 1704 года. Испанцы осадили город с суши, и в том же году французы провели первую неудачную попытку атаковать город с моря в битве при Малаге.

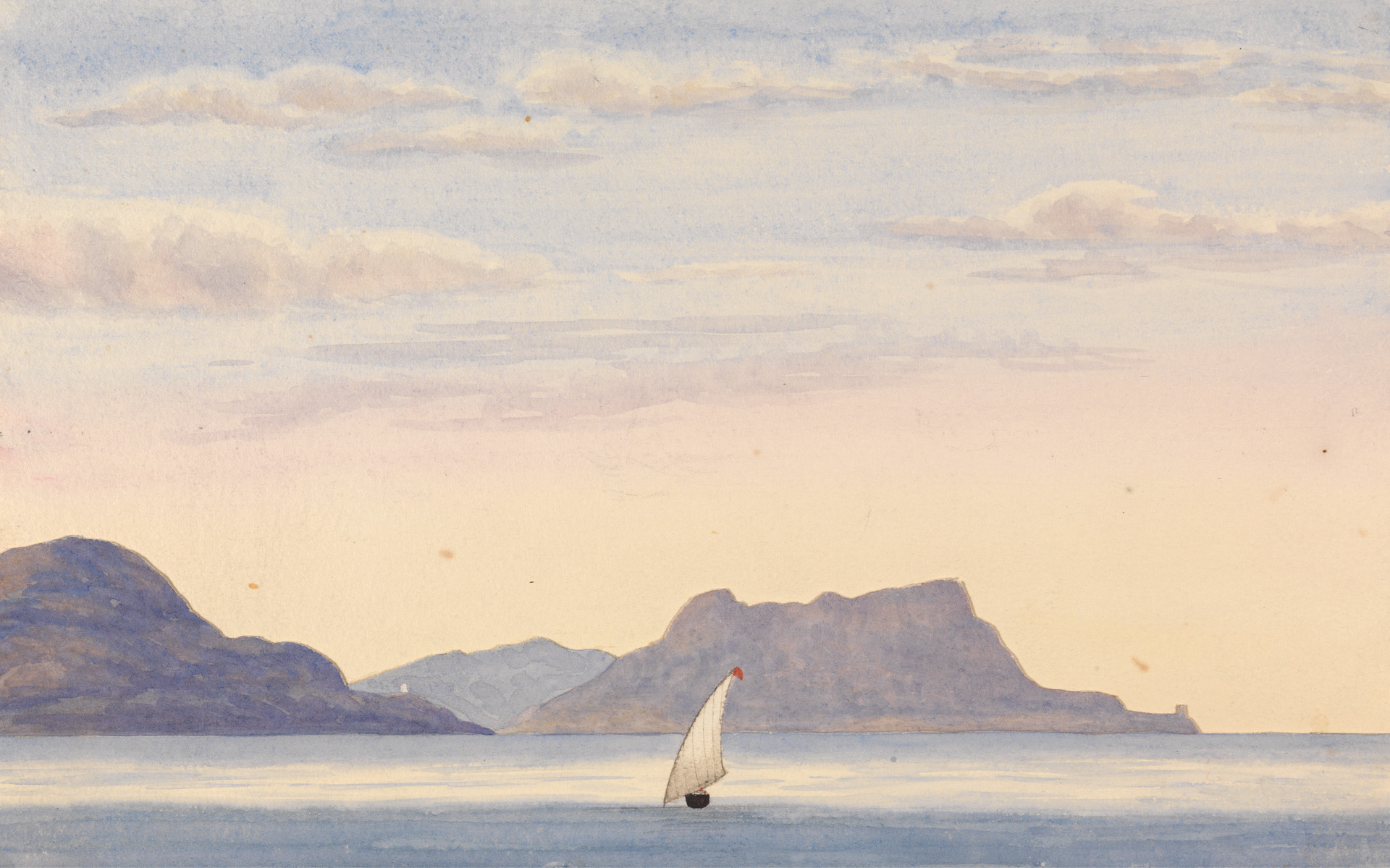
Мыс Кабрита, 1843

В январе 1705 года Филипп V решил во что бы то ни стало отвоевать город и заменил маркиза Вильядариаса во главе своих войск маршалом Тессе. Тессе понял, что Гибралтар не получится отбить, пока союзники имели доступ к нему с моря. Поэтому он приказал адмиралу Пуанте окружить город с моря силами эскадры из 18 линейных кораблей. Английский флот в это время стоял на якоре в Лиссабоне.
Командир гарнизона Гибралтара, принц Георг Людвиг Гессен-Дармштадтский, отправил гонцов в Лиссабон, прося командира английской эскадры сэра Джона Лика прийти к нему на помощь. Адмирал немедленно выдвинулся с пятью линейными кораблями. К утру 10 марта английская эскадра насчитывала уже 23 корабля и была усилена 8 португальскими и 4 голландскими кораблями.

## Сражение

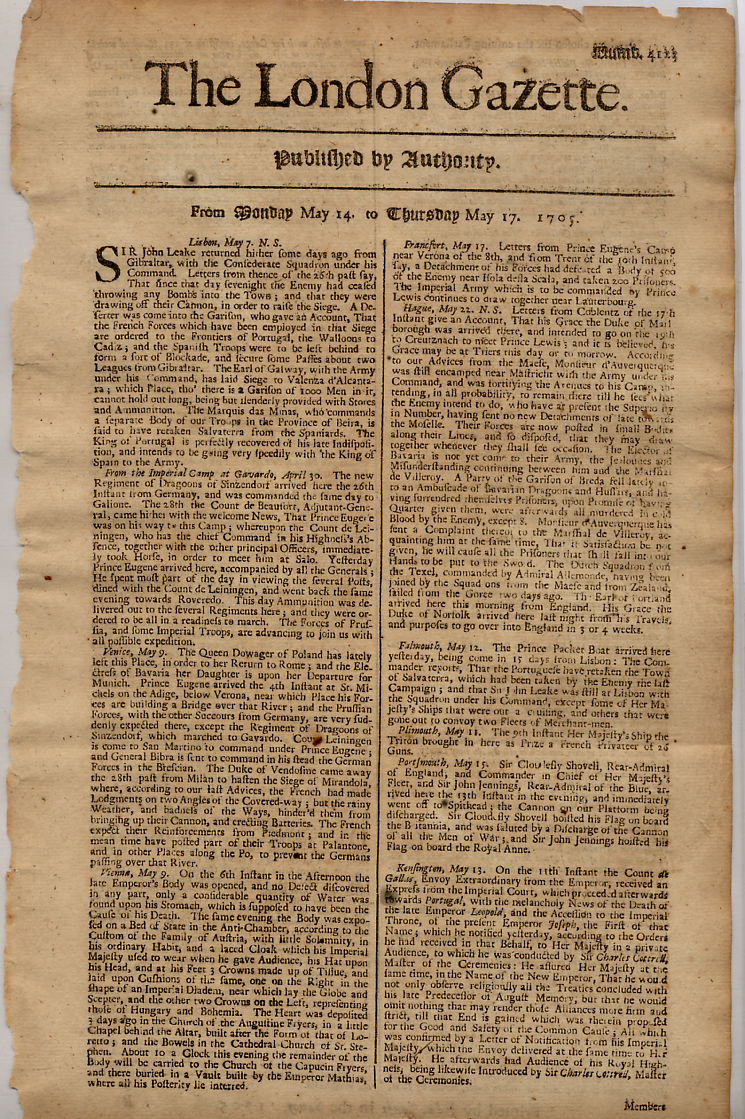
Газета London Gazette с рассказом о событиях боя у Марбельи

Флот Лика достиг Гибралтарского пролива поздно вечером 9 марта и дрейфовал в течение ночи. На следующее утро в 5.30 утра в районе мыса Кабрита союзники заметили 5 парусников, выходивших из бухты. Ими оказались французские корабли Magnanime (74 пушки), Lys (86), Ardent (66), Arrogant (60) и Marquis. Они сначала выдвинулись к Варварскому берегу, но, обнаружив союзную эскадру, повернули к испанскому побережью. В 9 утра сэр Томас Дилкс на линкоре Revenge, а также линкоры Newcastle, Antelope и один голландский корабль оказались на расстоянии пушечного выстрела от Arrogant, который после небольшого сопротивления сдался. К часу ночи Arrogant и Marquis были захвачены голландцами, а Magnanime и Lys были отогнаны к берегу к западу от Марбельи. Magnanime, на котором де Пуанте поднял свой штандарт, в ходе бегства получил серьезные повреждения и остановился. Он и Lys были впоследствии сожжены французами.
Оставшаяся часть французской эскадры была отогнана штормом в бухту Малаги, откуда, едва отремонтировавшись, отправились в Тулон.

## Последствия
Маршал де Тессе в результате поражения флота у Марбельи был вынужден снять осаду Гибралтара 31 марта, а Пуанте ушел в отставку. Лик же не только добыл замечательную победу, но и спас от Гибралтар от падения и повысил свою и без того высокую репутацию.